# Berith
Berith, dvadeset i osmi duh ili demon Goecije, moćni i veliki knez pakla, crveni vitez koji zapovijeda nad dvadeset i šest legija demona. Prizvati ga se može uz pomoć magičnog prstena, a pred čarobnjakom se pojavljuje kao vojnik u crvenoj odjeći koji nosi zlatnu krunu na glavi i jaše crvenog konja.
Mora ga se prizvati uz pomoć magičnog prstena radi zaštite od demonova gorućeg daha, a prizvan daje prizivatelju istinite odgovore na pitanja koja se tiču prošlosti, sadašnjosti i budućnosti, a može podijeljivati i časti. Poznat je i pod imenima Bael, Beruth, Bofry ili Bolfry. Može dati dostojanstva i učvrstiti ih u čovjeku. Govori vrlo razgovjetnim i suptilnim glasom.
Prema djelu Dictionnaire Infernal Collina de Plancyja (1793. – 1881.), Berith između ostalog može pomoći u jačanju pjevačkih sposobnosti i poznat je kao demon alkemičara, zbog svoje žudnje za pretvaranjem metala u zlato.